# Horská chata Návrší
Horská chata Návrší – górskie schronisko turystyczne położone w Masywie Śnieżnika (Králický Sněžník) w Czechach. Budynek znajduje się na wysokości 889 m n.p.m. na wschodnim stoku Mokrego Grzbietu (Mokrý hřbet, Podbělka), w granicach administracyjnych Starego Miasta pod Śnieżnikiem

## Historia
Schronisko powstało w latach 20. XX wieku na bazie szałasu należącego do Karla Jungmanna ze Stříbrnic. Właściciel, obserwując nasilający się koło jego chaty ruch turystyczny na Śnieżnik, dokonał przebudowy obiektu i w 1928 roku otworzył schronisko zwane „Sennhũttenbaude”. Obiekt liczył 22 miejsca noclegowe oraz restaurację, doprowadzono do niego prąd i wodę. Szybko stał się popularny wśród turystów niemieckich i czeskich. Z tego powodu zainteresował się nim jesenicki oddział Klubu Czechosłowackich Turystów (KČST), który zawarł z właścicielami umowę, zgodnie z którą w schronisku miano faworyzować czeskich gości w zamian za promocję obiektu. Doprowadziło to do spadku popularności obiektu, ponieważ coraz więcej turystów zmierzających na Śnieżnik wybierało schronisko Liechtensteina pod szczytem. Celem odwrócenia tego trendu zmieniono nazwę schroniska na „Jungmannova bouda”, nie przyniosło to jednak oczekiwanego rezultatu, ponieważ obiekt był pomijany w materiałach niemieckich, a dla Czechów był zbyt peryferyjnie położony.
Jungmannova bouda przetrwała lata II wojny światowej. W 1945 roku obiekt został znacjonalizowany, a Karl Jungmann wysiedlony do Niemiec. Schronisko trafiło w ręce urzędu pocztowego z Ołomuńca, który urządził tu dom wypoczynkowy dla swoich pracowników, a następnie - w 1948 roku - związków zawodowych ROH (Revoluční Odborové Hnutí). Związkowcy w 1954 roku przekazali obiekt Okręgowemu Komitetowi Narodowemu w Šumperku, który uczynił z niego miejsce obozów młodzieżowych i pionierskich. W tym okresie ustalono nazwę „chata Návrší”. 
W 1967 roku obiekt powrócił w ręce organizacji oświatowej ROH z Šumperka i był wykorzystywany na cele obozów młodzieżowych. W latach 1968–1971 przeprowadzono jego remont, powiększając ilość miejsc noclegowych do 50, tworząc zaplecze socjalne oraz uruchamiając centralne ogrzewanie. Schronisko zostało również z powrotem otwarte dla turystów indywidualnych. W 1969 roku w pobliżu obiektu powstał pierwszy wyciąg narciarski. W 1978 roku w budynku dobudowano jadalnię, narciarnię, wymieniono pokrycie dachu i podłogi. Obiekt pozostawał w rękach związkowców, z wyjątkiem lat 1983-1990, kiedy zarządzał nim Okresní podnik služeb z Zábřehu.

## Warunki pobytu
Aktualnie obiekt oferuje 55 miejsc noclegowych. Węzły sanitarne znajdują się na korytarzach. W obiekcie funkcjonuje restauracja. 

## Szlaki turystyczne
- Staré Město pod Sněžníkem Stříbrnice - Horská chata Návrší - węzeł szlaków Nad Adéliným pramenem:   na Śnieżnik (1425 m n.p.m.) oraz   ze Starégo Města pod Sněžníkem przez Sušinę (1321 m n.p.m.) do Vojtíškova
- Horská chata Návrší - węzeł szlaków Pevnůstky pod Štvanicí (824 m n.p.m.) - węzeł szlaków U Bystřiny (705 m n.p.m.) - Vysoká[1]